# کلارک هولینگز
کلارک هولینگز (انگلیسی: Clark Hulings؛ زاده ۲۱ نوامبر ۱۹۲۲ درگذشته ۲ فوریهٔ ۲۰۱۱) یک نقاش واقع گرا و فیزیک‌دان اهل ایالات متحده آمریکا بود.
او در ایالت فلوریدا زاده و در نیوجرسی بزرگ شد. وی پیش از مستقر شدن در سانتافه، نیو مکزیکو در آغاز دهه هفتاد، در اسپانیا، نیویورک، لویزیانا و اروپا نیز زندگی کرد.
آموزش هنری او در دوران نوجوانی اش با زیگیموند ایوانوفسکی و جرج بریجمن آغاز و با لیگ دانشجوبان هنر نیویورک با فرانک ریلی پایان یافت.
پس از کار به عنوان چهره نگار و تصویرگر، او خودش را وقف نقاشی روی بوم کرد.

بعنوان نقاش سبکی مدرن، وی برای چشم‌اندازهایش از خیابانها و بازارهای اروپا و مکزیک شناخته شده‌است. کلکسیونرها و موزه‌ها در چهل سال گذشته به دنبال آثار هولگینز بوده‌اند.